# Giovanni Tancredi
Giovanni Tancredi, da Colle (Colle di Val d'Elsa, ... – Firenze, 3 ottobre 1568), è stato un teologo e francescano italiano.

## Biografia
Di nobile famiglia toscana, religioso dell'Ordine dei Frati Minori Conventuali, fu professore a Firenze e Urbino (1540-1558), Ministro provinciale di Toscana (1558) e teologo all'Università di Firenze.
Il 6 giugno 1568 fu eletto Ministro generale dell'Ordine che però governo per pochi mesi morendo a Firenze il 3 ottobre dello stesso anno.